# Sowiecka Formuła 3 Sezon 1978
1978 – dziewiętnasty sezon Sowieckiej Formuły 3.
Mistrzem został Mark Balezin, ścigający się Estonią 18M.

## Kalendarz wyścigów
| Runda | Data          | Tor   | Pole position | Najszybsze okrążenie | Zwycięzca (kierowcy) | Zwycięzca (zespoły) |
| ----- | ------------- | ----- | ------------- | -------------------- | -------------------- | ------------------- |
| 1     | 24–25 czerwca | Kijów | ?             | ?                    | Toivo Asmer          | Jõud Tallinn        |
| 2     | 15–16 lipca   | Ryga  | ?             | ?                    | Mark Balezin         | DOSAAF Moskwa       |
| 3     | 12 sierpnia   | Mińsk | ?             | ?                    | Rimantas Kesminas    | DOSAAF Kowno        |

## Klasyfikacja kierowców
| Legenda oznaczeń w tabelach wyników Wyświetl szablon na nowej stronie | Legenda oznaczeń w tabelach wyników Wyświetl szablon na nowej stronie                                                                     |
| Oznaczenie                                                            | Wyjaśnienie |
| --------------------------------------------------------------------- | --- |
| Złoty                                                                 | Zwycięzca lub mistrzostwo |
| Srebrny                                                               | 2. miejsce lub wicemistrzostwo |
| Brązowy                                                               | 3. miejsce lub II wicemistrzostwo |
| Zielony                                                               | Ukończył, punktował (w klasyfikacji generalnej, gdy zdobył co najmniej jeden punkt na przestrzeni sezonu, poza trzema powyższymi opcjami) |
| Niebieski                                                             | Ukończył, nie punktował (w klasyfikacji generalnej, gdy nie zdobył co najmniej jednego punktu na przestrzeni sezonu)                      |
| Czerwony                                                              | Nie zakwalifikował się (NZ) |
| Czerwony                                                              | Nie prekwalifikował się (NPK) |
| Różowy                                                                | Nie ukończył (NU) |
| Różowy                                                                | Niesklasyfikowany (NS) (w klasyfikacji generalnej, gdy nie został sklasyfikowany w żadnym wyścigu sezonu)                                 |
| Czarny                                                                | Zdyskwalifikowany (DK) |
| Czarny                                                                | Wykluczony (WYK/EX) |
| Biały                                                                 | Nie wystartował (NW) |
| Biały                                                                 | Kontuzjowany (K/INJ) |
| Biały                                                                 | Wyścig odwołany (OD/C) |
| Bez koloru                                                            | Został wycofany (WYC/WD) |
| Bez koloru                                                            | Nie przybył (NP/DNA) |
| Bez koloru                                                            | Nie brał udziału w treningach (NT/DNP) |
| Bez koloru                                                            | Nie został zgłoszony (–) |
| Pogrubienie                                                           | Start z pole position |
| Kursywa                                                               | Najszybsze okrążenie wyścigu |
| †                                                                     | Nie ukończył, ale jego rezultat został zaliczony ze względu na przejechanie więcej niż 90% dystansu wyścigu.                              |
| *                                                                     | Sezon w trakcie |
| 1/2/3                                                                 | Punktowana pozycja w sprincie kwalifikacyjnym                                                                                             |
| Lista systemów punktacji Formuły 1                                    | |

| Poz. | Kierowca                | Zespół             | CZJ | RGA | MNS | Punkty |
| ---- | ----------------------- | ------------------ | --- | --- | --- | ------ |
| 1    | Mark Balezin            | DOSAAF Moskwa      | 2   | 1   | NU  | 190    |
| 2    | Toivo Asmer             | Jõud Tallinn       | 1   | 2   | 3   | 188    |
| 3    | Guram Dgebuadze         | DOSAAF Tbilisi     | 3   | 4   | 2   | 168    |
| 4    | Siergiej Woskriesienski | DOSAAF Krasnodar   | 4   | 3   | 4   | 154    |
| 5    | Rimantas Kesminas       | DOSAAF Kowno       | NU  | 8   | 1   | 148    |
| 6    | Władimir Gienierałow    | Spartak Leningrad  | 6   | 5   | NS  | 129    |
| 7    | Sigitas Andreika        | DOSAAF Kowno       | 5   | 7   | NU  | 122    |
| 8    | Wiktor Klimanow         | Spartak Moskwa     | 7   | 9   | 5   | 118    |
| 9    | Nikołaj Andriejew       | DOSAAF Moskwa      | 10  | 6   | NU  | 105    |
| 10   | Vilnis Zirnis           | DOSAAF Ryga        | 11  | 12  | 6   | 95     |
| 11   | Hugo Jurševskis         | Daugava Kandava    | 8   | 10  | NU  | 93     |
| 12   | Władimir Andriejew      | DOSAAF Stawropol   | 9   | 11  | NS  | 85     |
| 13   | Aleksandr Szłapin       | Spartak Symferopol | 12  | 14  | 8   | 79     |
| 14   | Anatolij Łukjanczik     | DOSAAF Mińsk       | 13  | 15  | NU  | 54     |
| 15   | Avo Soots               | Kalev Tallinn      | 16  | 13  | NU  | 52     |
| 16   | Władimir Woronin        | DOSAAF Taszkient   | NS  | 16  | 9   | 48     |
| 17   | Wiaczesław Kornejczuk   |                    | 17  | 17  | NU  | 34     |
| NS   | Michaił Lwow            | Spartak Leningrad  | NU  | -   | -   | 0      |
| NS   | Siergiej Nencho         | Spartak Kijów      | -   | NU  | -   | 0      |
| NS   | Vilnis Pirtnieks        | DOSAAF Jurmała     | -   | NU  | -   | 0      |
| NS   | Walerij Marczewski      | DOSAAF Mińsk       | -   | -   | NU  | 0      |